# Euskadi Ta Askatasuna

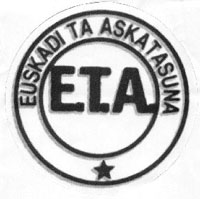
Oficiální logo organizace

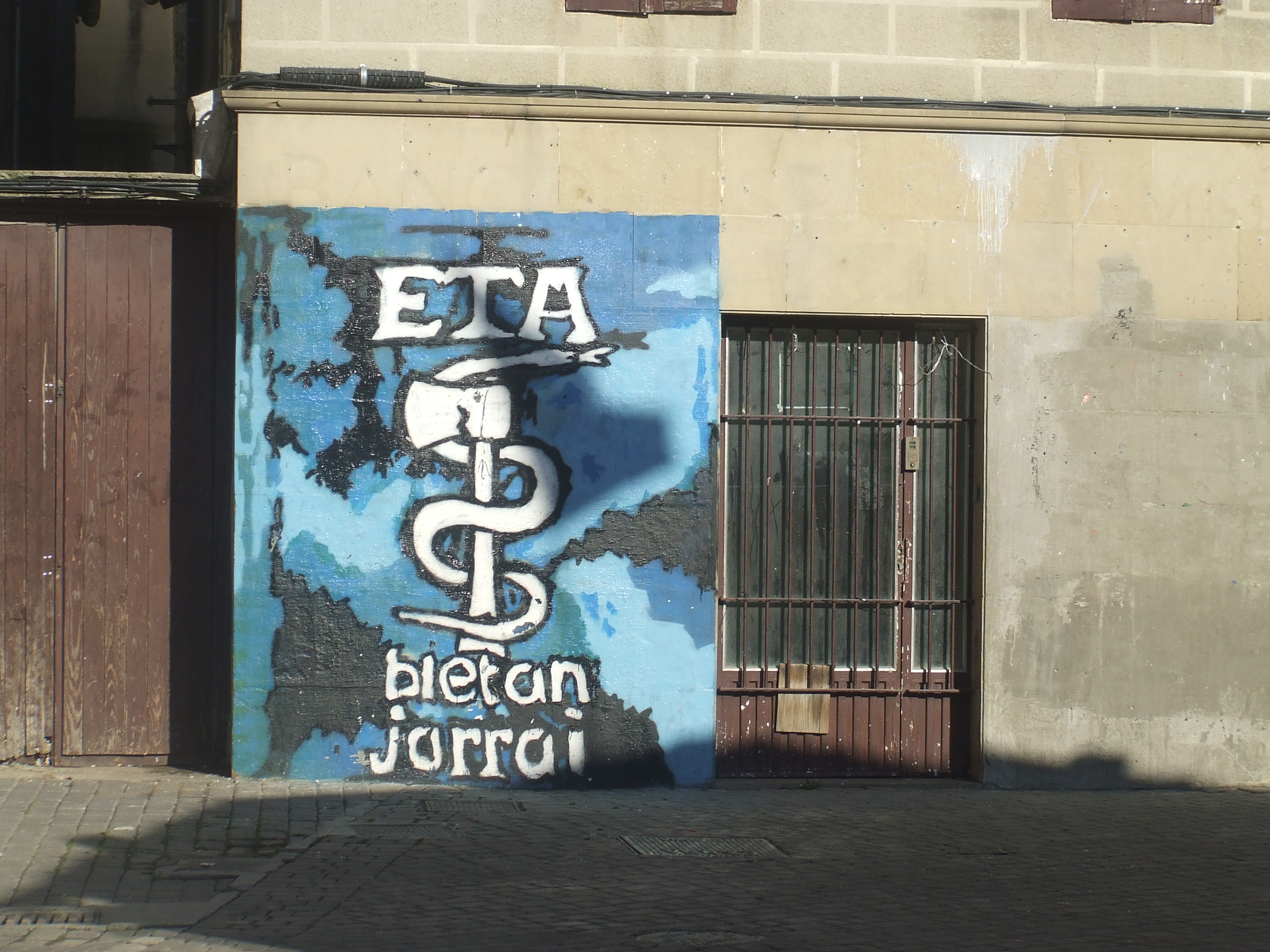
Symbol organizace v Altsasu/Alsasua (Navarra, Španělsko)

Euskadi Ta Askatasuna (zkráceně ETA, česky: Baskicko a jeho svoboda) byla ozbrojená baskická nacionalistická a separatistická organizace, která se snažila násilím a teroristickými útoky vytvořit z tohoto území na hranici Španělska a Francie nezávislý socialistický stát.
Skupina existovala v letech 1959–2018 a během této doby si její útoky vyžádaly přibližně 820–850 obětí a několik stovek zraněných.

## Vznik a cíle organizace
Jméno Euskadi Ta Askatasuna znamená v baskickém jazyce „Baskický stát a svoboda“. Organizace byla založena v roce 1959 za autoritativního režimu generála Francisca Franca a rychle se vyvinula ze skupiny prosazující tradiční kulturní způsoby v polovojenskou organizaci. Její ideologií byl marxismus-leninismus. Motto této organizace je „Bietan jarrai“, což znamená „Držet se obou“. Toto odkazuje na dva motivy v symbolu ETA – had (symbol tajnosti a vychytralosti), který se ovíjí kolem sekyry (symbol síly).
Organizace usilovala o:
- získání práva na vytvoření nezávislého „Euskal Herria“ (Baskického státu),
- uznání obyvatel Baskicka jako jediných, kteří mohou o tomto kraji rozhodovat,
- amnestii všem uvězněným členům organizace i členům v exilu,
- respekt pro „výsledky demokratického procesu v Baskicku“,
- absolutní mír poté, co budou všechny podmínky splněny

## Činnost

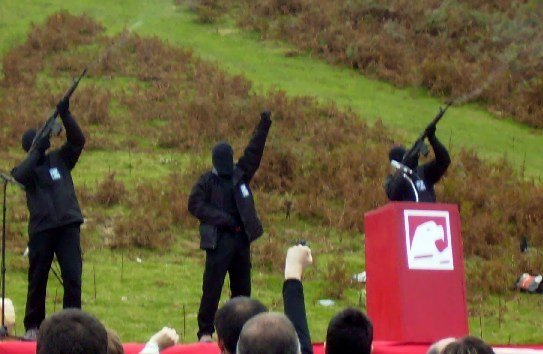
Síla v podání „Euskadi Ta Askatasuna“

Podle Španělska i Francie, Evropské unie a Spojených států byla ETA teroristická organizace. Do roku 1975 byla ETA vnímána jako organizace bojující proti autoritativnímu režimu generála Franca.
K teroristickým útokům skupiny patří například:
- 1959 – exploze náloží ve městech Santander, Bilbao a Vitoria
- 1961 – bojový útok na vlak, který převážel veterány španělské armády, kteří bojovali za občanské války na straně frankistů
- 1973 – atentát na španělského admirála Luise Carrera Blancu, který byl současně předsedou španělské vlády (a možným nástupcem F. Franca)
- 1996 – bombový útok na letišti v Reusu (35 zraněných turistů).

## Ukončení činnosti
V roce 2014 organizace oznámila ukončení ozbrojeného boje a rozpuštění svých operačních a logistických struktur. Dne 8. dubna 2017 předala ETA francouzským úřadům polohu svých úkrytů se zbraněmi a začátkem května 2018 oznámila své definitivní rozpuštění. Několik dní před tím požádala veřejnost o odpuštění zla, které ve jménu své věci organizace spáchala.